# Denis Laktionov
Denis Vladimirovič Laktionov (in russo Дени́с Влади́мирович Лактио́нов?; Krasnozërskoe, 4 settembre 1977) è un ex calciatore russo, di ruolo centrocampista.

## Carriera

### Club
Durante la sua carriera ha giocato con varie squadre di club, tra cui principalmente con il Suwon Samsung Bluewings, in cui ha militato dal 1996 al 2002 e dal 2006 al 2007.

### Nazionale
Ha partecipato agli Europei Under-21 del 1998.
Conta 2 presenze con la nazionale russa.

## Statistiche

### Cronologia presenze e reti in nazionale
| Cronologia completa delle presenze e delle reti in nazionale ― Russia | Cronologia completa delle presenze e delle reti in nazionale ― Russia | Cronologia completa delle presenze e delle reti in nazionale ― Russia | Cronologia completa delle presenze e delle reti in nazionale ― Russia | Cronologia completa delle presenze e delle reti in nazionale ― Russia | Cronologia completa delle presenze e delle reti in nazionale ― Russia | Cronologia completa delle presenze e delle reti in nazionale ― Russia | Cronologia completa delle presenze e delle reti in nazionale ― Russia |
| Data                                                                  | Città                                                                 | In casa                                                               | Risultato                                                             | Ospiti                                                                | Competizione                                                          | Reti                                                                  | Note                                                                  |
| --------------------------------------------------------------------- | --------------------------------------------------------------------- | --------------------------------------------------------------------- | --------------------------------------------------------------------- | --------------------------------------------------------------------- | --------------------------------------------------------------------- | --------------------------------------------------------------------- | --------------------------------------------------------------------- |
| 17-5-2002                                                             | Mosca                                                                 | Russia                                                                | 1 – 1 dts (4-5 dtr)                                                   | Bielorussia                                                           | Coppa LG                                                              | -                                                                     | 46’                                                                   |
| 21-8-2002                                                             | Mosca                                                                 | Russia                                                                | 1 – 1                                                                 | Svezia                                                                | Amichevole                                                            | -                                                                     | 22’                                                                   |
| Totale                                                                |                                                                       | Presenze                                                              | 2                                                                     |                                                                       | Reti                                                                  | 0                                                                     |                                                                       |

## Palmarès

### Club

#### Competizioni nazionali
- K League 1: 2

Suwon Bluewings: 1998, 1999
- Supercoppa della Corea del Sud: 1

Suwon Bluewings: 1999

#### Competizioni internazionali
- AFC Champions League: 2

Suwon Bluewings: 2000-2001, 2001-2002
- Supercoppa d'Asia: 1

Suwon Bluewings: 2001